# Corynoptera deserticola
Corynoptera deserticola är en tvåvingeart som beskrevs av Werner Mohrig och Boris Mamaev 1983. Corynoptera deserticola ingår i släktet Corynoptera och familjen sorgmyggor.
Artens utbredningsområde är Uzbekistan. Inga underarter finns listade i Catalogue of Life.